# Cronologia di Thiene

## Cronologia di Thiene

### Epoca antica
- circa 2000 a.C. Attività umane risalenti all'eneolitico, le cui tracce sono state rinvenute in località Pescare ai confini tra Thiene, Zugliano e Sarcedo.
- 49 a.C. Vicetia (Vicenza) diviene municipio romano nel 45 a.C. con la Lex Julia municipalis, i romani iniziano i lavori di bonifica e centuriazione del territorio.

### Epoca moderna
- 1404 dal 28 aprile con Vicenza che non voleva cadere sotto il giogo dei Carraresi di Padova, al 20 febbraio 1405 con l'Altopiano dei Sette Comuni, tutto il vicentino fa atto di sottomissione alla Repubblica di Venezia, che manterrà il dominio fino alla sua scomparsa nel 1797. Venezia esercitava il controllo su Vicenza la quale a sua volta per lungo tempo esercitò un controllo su Thiene ed il circondario.
- 1426 peste.
- 1450 circa, edificazione della struttura base del Castello di Thiene da parte dei Porto.
- 1465 la comunità thienese acquista 130 campi, i prati novelli.
- 1466 carestia.
- 1469 l'imperatore Federico III, a Venezia il giorno 11 febbraio, concede il titolo di Conti Palatini alla famiglia Thiene.
- 1470 viene eretto il Palazzo Thiene-Cornaggia-Mangilli in Conca.
- 1487 il 10 maggio avviene l'episodio chiave della storia del comune. È l'anno in cui un manipolo di soldati thienesi concorre, con le truppe veneziane guidate da Roberto Sanseverino, alla presa del castello di Rovereto.
- 1492 il primo marzo la vicinia thienese, quasi a compensazione dell'aiuto allora prestato, inoltra una supplica per chiedere il privilegio di un mercato franco (nel senso di esente da dazi e dogana e da arresti per debiti). Privilegio che verrà accordato il 6 ottobre dello stesso anno e usufruito da lunedì 5 novembre 1492 (o forse gennaio 1493). Da allora il mercato del lunedì poté essere libero. Dalla sua posizione geografica e dall'esistenza di un mercato settimanale, luogo di scambio e di incontro, nasce la fortuna commerciale della città.
- 1500 alcuni commercianti milanesi, emigrati per sfuggire ai dazi spagnoli nel Ducato di Milano, si stabiliscono nel centro di Thiene.
- 1544 viene redatto il Balanzon, l'estimo di tutti i comuni soggetti al vicariato di Thiene.
- 1550 circa i Porto rinnovano e creano l'edificio principale del Castello di Thiene, in funzione di rappresentanza.
- 1563 il Concilio di Trento impone ai parroci l'obbligo di tenere i registri parrocchiali dei battesimi e dei matrimoni relativi ai loro fedeli.
- 1584 viene edificato, nel quartiere denominato Conca, il Tezon, deposito di salnitro a fini militari che sarà demolito a metà Settecento e che darà nome alla via fino al 1921.
- 1589 viene istituito a Thiene un Monte di Pietà.
- 1590 carestia, l'anno dei lupi.
- 1601 Marc'Antonio Ghellini erige l'attuale Cà Ghellina e un fabbricato in via Cà Magre a Rozzampia.
- 1611 costruzione del santuario dei Cappuccini.
- 1625 Prima Sollevazione della cittadinanza contro gli Estimati, i potenti dell'epoca che controllavano e abusavano dei beni pubblici comunali.
- 1629 carestia.
- 1630 la grande peste, il 30 marzo colpì Brescia, il 6 aprile Verona e dall'11 agosto arrivò in città, scompaiono 700 persone, un quarto della popolazione; durò fino a dicembre.
- 1640 il Doge Francesco Erizzo concede di far svolgere il 24 giugno di ogni anno una fiera franca di cavalli e bovini.
- 1709 neve e gelo per due mesi in gennaio e febbraio.
- 1714 il comune entra in possesso dell'eredità di Carlo Boldrini, scomparso nel 1694 che aveva devoluto tutti i suoi beni ai nipoti e dopo di loro all'ospedale. Da allora l'ospedale di Thiene porta il suo nome (prima era chiamato "Ospedale Trombato").
- 1725 Seconda Sollevazione della cittadinanza contro gli Estimati.
- 1767 Terza Sollevazione della cittadinanza contro gli Estimati.
- 1769 la Repubblica di Venezia sopprime il convento dei Cappuccini in via del Santuario.
- 1775 Quarta Sollevazione della cittadinanza contro gli Estimati.

### Epoca contemporanea
- 1797 il 17 ottobre la Pace di Campofòrmido (comune conosciuto anche come Campoformio) mette fine alla storia della Repubblica di Venezia e i suoi territori vengono ceduti da Napoleone all'Austria. Iniziano a ridursi le proprietà nobiliari e la borghesia produttiva espande i suoi possessi nei comuni limitrofi.
- 1798 il 19 gennaio gli austriaci prendono possesso del vicentino, tornano i Cappuccini nel convento di via del Santuario.
- 1801 aumento dei prezzi, carestia e rivolte con assalto ai magazzini dei generi alimentari.
- 1805 il 26 dicembre col trattato di Presburgo il Veneto ritorna a Napoleone.
- 1806 il 30 marzo Napoleone cede il Veneto al nuovo Regno d'Italia, la provincia di Vicenza viene denominata Dipartimento del Bacchiglione; il decreto del 28 luglio impone la soppressione delle corporazioni religiose e laiche, disfacimento di alcuni patrimoni patrizi.
- 1807-1809 sotto Napoleone alcuni territori a sud vengono aggregati al comune di Villaverla.
- 1809 rivolta contro la Tassa sul macinato.
- 1810 nuovamente soppresso il convento dei Cappuccini in via del Santuario.
- 1813-18 il periodo in cui la pellagra colpì le popolazioni di montagna.
- 1814 viene costruito il primo acquedotto, proveniente dalle sorgenti Bonifacia e Prà Laghetto di Santorso e inaugurato il 22 dicembre, che darà acqua anche a varie fontane cittadine; il governo austriaco istituisce le scuole pubbliche dividendole in Minori (per tutti con solo due classi), Maggiori (con quattro classi nei capoluoghi di provincia e tre classi altrove), seguite dal ginnasio (equivalente all'attuale liceo) e scuola tecnica (equivalente all'attuale ragioneria).
- 1815 costituzione del Regno del Lombardo-Veneto, stato fantoccio in mano agli austriaci, che controllerà tutti i domini di terraferma della Repubblica di Venezia fino al 1866.
- 1816 carestia; entrarono in vigore i codici civile e penale austriaci.
- 1817 epidemia di tifo.
- 1819 il governo austriaco istituisce a Thiene una scuola elementare minore maschile (solo le prime tre classi).
- 1834 Creato il cimitero di via S. Maria dell'Olmo; l'edificazione del ponte di Breganze sul torrente Astico incrementa gli scambi con Marostica e Bassano del Grappa.
- 1835 epidemia di colera.
- 1839 la scuola elementare maschile diventa maggiore (tutte le classi sono presenti).
- 1842 il locale ospedale viene trasferito di fronte a via San Vincenzo, su una casa di campagna dei conti Thiene, al suo posto, in via Santa Maria Maddalena, sul retro della chiesa di S. Lucia, trova sede la scuola elementare maschile.
- 1843 tornano di nuovo i Cappuccini nel convento di via del Santuario.
- 1845 il 9 dicembre il governo austriaco concede a Thiene lo stemma tuttora in uso.
- 1848 il comune istituisce la scuola elementare minorile femminile nel convento delle suore Dimesse in via De Muri, scuola gestita dalle Suore Dorotee.
- 1851 le crittogame oidio e peronospora colpiscono le piante di vite italiane.
- 1854 apertura della strada del Costo che collega la pianura con l'Altopiano dei sette comuni.
- 1855 vicino all'ospedale viene collocata la casa di riposo voluta per lascito testamentario da Don Pietro Scalcerle.
- 1857 viene eretta la fontana di piazza Chilesotti; Francesco Giuseppe I d'Asburgo riconosce e riconferma a Thiene il grado di Città.
- 1859 al termine della seconda guerra di indipendenza il Regno Lombardo-Veneto perde la Lombardia che passa all'Italia, Thiene col Veneto resta in mano austriaca.
- 1860 Carlo Facchinetti, farmacista originario di Padova, fonda uno stabilimento per lucido da scarpe, poi fabbrica di bottoni, in via San Rocco. Percentuale analfabeti nel Veneto 65%, in tutta Italia 78%.
- 1866 col trattato di Vienna del 3 ottobre, dopo la terza guerra di indipendenza, e dopo il plebiscito del 21 e 22 ottobre, tutto il Veneto è annesso all'Italia; milizie del nuovo governo italiano impongono la chiusura del convento dei Cappuccini; viene aperta la locale stazione dei Carabinieri (arma istituita il 13-07-1814 dal Re Vittorio Emanuele I di Savoia).
- 1868 le scuole diventano statali e con personale laico; in novembre iniziano le lezioni della scuola di Rozzampia.
- 1876 il 28 agosto Umberto I di Savoia inaugura la nuova stazione dei treni.
- 1880 con la donazione, da parte di Giovanni Battista Nicolini, di una sua casa alle Suore Maestre di S. Dorotea di Venezia ha inizio, in via Corradini, l'attività del Collegio delle Suore Maestre di S. Dorotea.
- 1881 viene eretta la cappella del Campo Santo; gli analfabeti a Thiene scendono al 44%.
- 1888 il 6 novembre viene inaugurato il palazzo del Municipio (fino ad allora esso era nel palazzo in via Fogazzaro di fronte all'ex albergo Roma) e abbattuto il muro che cingeva tutta l'area antistante; nel nuovo palazzo vengono trasferite anche le scuole elementari maschili e femminili; il 19 novembre si inaugura la scuola ginnasiale nel convento delle suore Dimesse in via De Muri, scuola che nel 1907 fu trasferita al Barcon a Sarcedo.
- 1889 viene chiuso il teatro sociale detto anche teatro vecio, costruito verso la fine del 700 e sede della Società Filodrammatica Thienese che si trovava nel palazzo posto a sud della chiesa del Rosario e a est degli ex bagni pubblici in via Roma; il 10 marzo il Re Umberto I istituisce il Ministero delle poste e dei telegrafi.
- 1891 l'epidemia del fungo peronospora e un insetto, la fillossera, colpiscono le piante delle viti e costringono i coltivatori all'importazione di viti ibride americane (il Clinto e l'uva fragola).
- 1892 viene aperta la scuola a Borgo Lampertico in alcuni locali affittati dal comune.
- 1895 il 25 di gennaio l'ingegnere Pietro Chilesotti illumina le strade cittadine con l'energia elettrica proveniente da una centralina lungo il torrente Astico nel comune di Zugliano.
- 1899 il 25 novembre tornano di nuovo i Cappuccini nel convento di via del Santuario.
- 1903 il 10 novembre viene inaugurato l'asilo Ferrarin.
- 1905 il 10 ottobre, dopo tre anni di lavori, con la rappresentazione del Rigoletto di Giuseppe Verdi viene inaugurato il "nuovo" Teatro nei pressi del municipio.
- 1910 nuova scuola a Borgo Lampertico.
- 1911 il 6 agosto si inaugura il nuovo acquedotto, con tubi in ghisa, proveniente dal monte Summano che sarà ampliato nel 1929, riuniva le fonti: Bonifacia, Prà Laghetto e Pozzati; il conte Guardino Colleoni dona alla città di Thiene la Fontana di Bacco e Arianna posta tra il Castello e il Municipio. Iniziano i lavori di ampliamento del duomo. Vengono demolite sia la loggia di San Martino, liberando la facciata della chiesa del Rosario, sia l'adiacente chiesa del Carmine e il portone che chiudeva il cortile Parminion, creando così via Roma.
- 1913 muore la signora Veronica Miola, il cui lascito testamentario di lire 100.000 ai padri Giuseppini del Murialdo è utilizzato per la creazione del Patronato San Gaetano che inizia l'attività il 10 novembre e il cui primo direttore fu il padre Emilio Cecco, proveniente dal Patronato Leone XIII di Vicenza; il comune di Thiene acquista il Teatro che diventa Teatro Comunale.
- 1914 costruzione della nuova scuola di Rozzampia e dei bagni pubblici in via Roma.
- 1915 il 24 maggio l'Italia entra in guerra; nel municipio di Thiene il 29-06-1915 si insedia il comando del V Corpo d'armata italiano; durante la guerra viene raddoppiata la linea ferroviaria Vicenza-Schio; il Barcon di Sarcedo è trasformato in ospedale militare; il 25 aprile inaugurazione del teatro presso il Patronato San Gaetano.
- 1916 nel maggio, dopo la Strafexpedition, gli austriaci arrivano ad occupare Arsiero e dal bordo delle montagne adiacenti partono dei colpi di cannone che giungono fino in città facendo dei danni.
- 1917 il 3 dicembre gli austriaci bombardano Thiene; il comando del V Corpo d'armata si sposta a Santorso e a Thiene giunge il comando del X Corpo d'armata; giungono in città le truppe francesi e nel marzo del 1918 quelle inglesi; sembra che i francesi abbiano colorato di azzurro il campanile per renderlo meno visibile alle artiglierie nemiche.
- 1919 sorge presso il Palazzo Thiene-Cornaggia-Mangilli alla Conca l'Istituto Missioni Africane dei Missionari Comboniani di Verona.
- 1920 nasce il Corpo bandistico cittadino ospitato presso il Patronato San Gaetano.
- 1921 nasce il fascio di Thiene ed inizia il periodo di violenza e illegalità fascista.
- 1922 in Veneto vi è una bicicletta ogni 11,75 abitanti, in Italia complessivamente sono due milioni.
- 1923 istituita la locale sede del CAI; il 7 ottobre viene costituito il Gruppo Alpini di Thiene; il 15 agosto il maestro elementare Antonio Thiella fonda il primo gruppo Scout; il 21 agosto viene abbattuta la Loggia del Vicariato, posta nell'angolo sud dove l'attuale piazza Chilesotti incontra corso Garibaldi; era stata edificata nel 1544 (o forse nel 1614). Due colonne di essa sono state poste nel 1949 come base del Leone della Serenissima che si trova in piazza Scalcerle, nei pressi della fontana, a pochi passi dal monumento ad Arturo Ferrarin. Al posto della vecchia Loggia si inaugurò, il 24 ottobre 1926, la Loggia Comunale che è anche Monumento ai Caduti per la Patria.
- 1924 il 6 aprile si svolgono le ultime consultazioni politiche libere.
- 1926 l'Istituto Missioni Africane si trasferisce in via Dante e il Palazzo Thiene-Cornaggia-Mangilli diviene un Collegio Vescovile; nasce la scuola casearia; il 24 ottobre inaugurazione della Loggia-Monumento ai Caduti.
- 1929 il 24 ottobre crolla la borsa di New York e inizia la grande depressione.
- 1931 il comune di Thiene acquista i fabbricati siti in Tonezza e adibiti a "Colonia fascista di Thiene Piero Panizzon"; chiuderà nel dopoguerra.
- 1932 il 20 agosto si conclude la costruzione della croce alta 16 metri e posta sulla cima del monte Summano; il 4 novembre si inaugurano le scuole elementari "Pietro Scalcerle" e finiscono i lavori di edificazione della nuova cupola del duomo; il teatro comunale viene dotato di un impianto sonoro per i nuovi film non più muti; chiude il vecchio cinema Eden in via Bosco dei Preti. Si inizia la costruzione dello stadio dedicato al dottor Guido Miotto, medaglia d'oro al valor militare.
- 1935 prima asfaltatura di corso Garibaldi.
- 1936 ampliamento dell'ospedale Boldrini con 120 nuovi posti letto.
- 1938 il 24 giugno viene inaugurata la sede delle opere parrocchiali in via San Francesco; entrano in vigore le leggi razziali fasciste che discriminano le persone di fede ebraica.
- 1940 il 10 giugno l'Italia entra in guerra a fianco della Germania; a Thiene vi saranno forti presenze di truppe tedesche con reparti della X MAS e delle Brigate Nere.
- 1942 il 26 settembre le autorità civili impongono al comune di Zugliano di cedere al comune di Thiene una vasta zona di territorio abitato, (la Cà Pajella), sita a ovest della frazione Grumolo Pedemonte e che si estendeva fino al Bosco dei Preti, zona molto vicina al centro cittadino. Si trattava di 134 ettari di pianura con più di 250 abitanti. Nel dopoguerra il comune di Zugliano tenterà più volte di ottenere un risarcimento ma solo nel 1979 si fece pace con un accordo in cui il comune di Thiene si fa carico del costo della costruzione dell'acquedotto tra le frazioni Centrale e Grumolo Pedemonte del comune di Zugliano.
- 1943 in giugno, per sostenere l'industria bellica, vengono asportate le campane delle chiese per il bronzo e le cancellate dalle case per il ferro; in luglio viene realizzato un grande aeroporto militare tra le Cà Beregane, la Cà Ghellina e ad est della statale per Vicenza; il 25 luglio arresto di Mussolini; apre il cinema "Luna" di Vittorio Cunico; dopo l'8 settembre aviatori tedeschi occupano molti edifici pubblici e privati (il municipio, l'albergo Campana, le officine Frau, il Barcon, il seminario e le scuole Scalcerle); il 19 ottobre nei locali del Collegio vescovile si insedia il Ministero dell'Agricoltura e delle Foreste con 124 impiegati romani e alcuni thienesi.
- 1944 in giugno inizia l'attività partigiana con la costituzione della Brigata Mazzini; l'otto agosto il Ministero dell'Agricoltura e delle Foreste si trasferisce a Erba in provincia di Como.
- 1945 il 27 aprile i tedeschi in fuga fanno saltare le 150 mine poste sulla pista dell'aeroporto delle Cà Beregane; il 29 aprile il generale Corrado firma la resa alla brigata Martiri di Granezza.
- 1945 il 17 e 19 Maggio, 27 ex militi fascisti incarcerati vengono consegnati alla sedicente Polizia Partigiana di Forlì, dai quali sono fucilati (v. voce Eccidio di Thiene).
- 1946 il 2 giugno le elezioni per l'Assemblea Costituente, a Thiene la Repubblica ottiene 3554 voti, la Monarchia 2544; per la prima volta votano le donne; viene fondata l'Unione sportiva Robur nel patronato di S. Maria Ausiliatrice in Conca; nel 1966 formerà una squadra di pallacanestro, quindi di hockey, nel 1970 di judo e nel 1972 di atletica leggera.
- 1948 si tiene la prima Mostra Casearia; il primo gennaio entra in vigore la Costituzione della Repubblica Italiana.
- 1952 il 9 settembre si inaugura un nuovo acquedotto proveniente dalla sorgente "Piasan" in località Camisino di Caltrano; inizia l'attività del Centro di Formazione Professionale "Patronato San Gaetano"; durante i lavori al pavimento del duomo vengono alla luce i resti di 80 tombe antiche.
- 1953 in ottobre iniziano, presso la scuola elementare, le lezioni della scuola media Francesco Bassani. In seguito l'istituto si trasferirà presso la scuola di Avviamento e solo il 24 novembre 1957 sarà inaugurata l'attuale sede in via IV Novembre.
- 1957 viene inaugurata la Casa di cura San Gaetano che chiuderà il 15 luglio 1973; prima edizione del premio di pittura Città di Thiene.
- 1958 nella piccola frazione del Santo (a sud di Thiene) viene fondata una nuova società di calcio che prenderà il nome di Rino Toniolo in ricordo del giovane attivista della parrocchia Sant'Antonio. Viene fondato il locale tennis club; nasce il coro presso il patronato San Gaetano, nel 1965 è denominato Coro "Astro Alpino", nel 1967 diventa Coro "Città di Thiene", nel 1975 si trasferisce al Collegio Vescovile e poi in un edificio dell'ex Nordera.
- 1959 il comune apre al pubblico la Biblioteca Civica nei locali al primo piano del Municipio.
- 1961 costruzione nuovo macello in via Masere
- 1962 il teatro comunale viene trasformato in sala cinematografica; il 25 febbraio iniziano i primi allacci alla rete del metano, primi ad utilizzarlo furono gli istituti scolastici; in febbraio la Società Brescia Verona Vicenza Padova S.p.A. realizza il tratto di autostrada da Brescia a Padova
- 1962 circa, costruzione della nuova caserma dei Carabinieri in via Lavarone, costruzione nuovo ufficio postale di piazza Scalcerle, costruzione della pista di atletica dello stadio Miotto.
- 1963 costruzione della scuola media Ferrarin in via Carlo Del Prete. Aperta al traffico via Valsugana, primo tratto della circonvallazione sud
- 1964 all'acquedotto viene aggiunta l'acqua della sorgente Serpoia di Santorso.
- 1965 viene ristrutturato l'istituto Missionari Comboniani in via Dante.
- 1966 demolizione dell'antica dimora dei Pajello, ampia casa merlata posta nell'angolo est dell'incrocio tra via Roma e corso Garibaldi già casa del Podestà e sede della pasticceria e birreria Busin; il 28 giugno si inaugura il nuovo cinema-teatro del Patronato San Gaetano in piazza Rovereto.
- 1967 inizia la sua attività l'Istituto Musicale "Città di Thiene" presso i locali dei Frati Cappuccini, si trasferirà nel 1970 ai magazzini Dal Ferro, quindi dal 1973 al 2000 al Collegio Vescovile in via Corradini e dopo alla ex "Casa del Fascio" di fronte all'Auditorium Fonato. Il 2 aprile 1967 viene inaugurato, in via Cà Pajella, l'asilo Sartori.
- 1968 sorge il palazzetto dello sport Robur presso l'oratorio parrocchiale dell'ausiliatrice nel quartiere Conca e viene ampliato il patronato S.  Gaetano; l'8 ottobre sgorga il primo getto d'acqua dal pozzo di 112,50 metri scavato dietro il Municipio e che verrà collegato all'acquedotto cittadino; nel 1971 verrà aggiunta la seconda pompa.
- 1969 Armando Martini dà inizio all'attività della stamperia calcografica d'arte denominata "Torchio Thiene" (1969-1999); pittori e incisori come Emilio Vedova, Mimmo Palladino, Alan Frederick Sundberg (Pratt Institute), New York e critico d'arte dott. Giorgio Trentin, (Fondazione Bevilacqua la Masa), Comune di Venezia.
- 1970 il 4 ottobre viene inaugurato il campo di aviazione Arturo Ferrarin a sud di Thiene in località Prà Novei; in Italia nascono le Regioni come strumento di decentramento amministrativo; viene promulgato lo statuto dei lavoratori; apertura di via Valcismon e di via Raffaello
- 1972 il comune dopo aver acquistato 23.500 m2 di terreno dietro il Collegio Vescovile prende in locazione dalla Curia Vescovile di Padova i fabbricati del Collegio Vescovile e vi colloca l'Istituto tecnico industriale "Rossi", il liceo scientifico, l'istituto musicale e la Mensa Comunale che chiuderà nel 1989; continuerà come appalto fino al 2004 quando cessa definitivamente.
- 1973 il 14 luglio si inaugura la nuova sala consiliare del Municipio.
- 1974 l'Istituto Tecnico Industriale Statale (ITIS ora intitolato a G. Chilesotti) inizia la sua attività come sezione staccata dell'Istituto Rossi di Vicenza presso i Padri Giuseppini, dal 1979 al 1999 si sposta nell'ala nord del Collegio Vescovile e in seguito nella nuova sede di via dei Tigli; apre il cinema Giardino in un capannone delle ex officine Stefani a Zanè, chiuderà nel 1981.
- 1975 costruzione della nuova sede della scuola media Ferrarin in via S. Gaetano, della palestra della scuola media Bassani e dell'edificio in via Monte Grappa dove si insedia la Pretura.
- 1976 l'asilo di via Vittorio Veneto passa dalla gestione ONMI a quella del comune; la società Trento Valdastico Vicenza Riviera Berica Rovigo Spa, meglio nota come A31 Valdastico apre al traffico il tratto di autostrada dal raccordo con la A4 a Piovene Rocchette e i caselli di Vicenza Nord, Dueville, Thiene e Piovene Rocchette.
- 1977 la Biblioteca Civica viene trasferita in via I Maggio; il Coro "Città di Thiene" organizza la prima rassegna denominata "Incontri Corali"; allaccio dell'acquedotto al pozzo di Zanè.
- 1978 costituzione del consorzio di smaltimento dei rifiuti solidi urbani di Cà Capretto a Schio, consorzio che riunisce 29 comuni dell'alto vicentino. A luglio apertura della Strada provinciale 111 Nuova Gasparona
- 1979 il giorno 11 aprile scoppia un ordigno in via Vittorio Veneto; viene ampliata la piscina scoperta e adiacenti a essa costruiti un campo da calcio e di basket; il comune acquista dalla Curia Vescovile di Padova il Collegio Vescovile.
- 1980 il 24 maggio si inaugura la scuola elementare "Carlo Collodi" in via Lombardia, zona Vianelle.
- 1981 in gennaio inizio dei lavori di rifacimento del teatro comunale, le rappresentazioni nel periodo 1980-1985 proseguono presso la sede delle opere parrocchiali.
- 1982 il 25 febbraio inaugurazione del nuovo Cinema Eden in via Trieste, nel 2002 si sposterà a sud di Thiene sotto un grande fabbricato residenziale-commerciale; chiude il cinema "Luna", la storica sala cinematografica di Thiene; il 12 giugno viene inaugurato l'asilo nido in via Div. Julia.
- 1982-83 sostituzione della vecchia tubatura dell'acquedotto proveniente da Camisino di Caltrano nel tratto dalla sorgente alla località "Fontane" in Zugliano.
- 1983-84 il comune di Thiene acquisisce l'area "ex Nordera".
- 1985 il 27 marzo con il Re Lear la prima rappresentazione teatrale nel rinnovato ed elegante teatro comunale in stile liberty che si inaugurerà ufficialmente il 20 aprile; in marzo la fase sperimentale della raccolta differenziata dei rifiuti solidi urbani che inizierà da novembre 1986; nella zona a sud del Bosco dove c'era l'ex foro boario viene trasferita la stazione delle corriere che era sita sul retro del municipio;
- 1986 in marzo avvio del consorzio per la gestione del sistema bibliotecario di Thiene; dal 25 luglio apre la discarica lungo la nuova Gasparona; apertura parcheggio del Piazzale Divisione Acqui sul terreno dell'ex parco di villa Fabris.
- 1987 inaugurata la nuova chiesa parrocchiale in Conca; viene ampliata la caserma dei Carabinieri di via Lavarone.
- 1990 il 1º maggio nei locali ex "Casa di cura San Gaetano" viene creata la Casa Albergo "Età Serena" per thienesi ultrasessantenni; il 25 aprile si inaugura la "Casa degli Alpini" in un'area dell'ex Collegio Vescovile.
- 1992 gemellaggio con la città francese di Apt.
- 1993 in marzo apre al pubblico il centro commerciale Continente.
- 1995 la famiglia Vecelli dona alla biblioteca civica la raccolta di Carlo Vecelli (oltre 20.000 volumi).
- 1997 il cinema Luna e l'albergo omonimo vengono demoliti; dal 9 all'11 maggio la prima edizione del Thiene Young Music Concert al teatro tenda di via Vanzetti.
- 1998 in luglio iniziano le rappresentazioni del cinema all'aperto organizzato da Operaestate Festival Veneto di Bassano del Grappa, nel parco di villa Fabris.
- 1999 edificata la grande rotonda a nord del Ponte di Ferro
- 2000 il 28 gennaio nell'ala nord del Collegio Vescovile, ex ITIS, viene inaugurata la nuova sede dell'Agenzia delle Entrate; vengono rifatti i servizi del parco al "Bosco dei Preti"; edificata la rotonda all'incrocio fra viale Europa e via Raffaello; in settembre il centro commerciale Continente diventa Carrefour.
- 2001 la sede del CAI si trasferisce nei locali dell'ex mensa comunale presso il Collegio Vescovile.
- 2002 il 22 maggio primo concerto presso l'Auditorium Fonato che verrà ufficialmente inaugurato solo il 6 maggio dell'anno successivo.
- 2003 la raccolta differenziata dei rifiuti solidi urbani raggiunge la percentuale del 65%.
- 2004 ultimato il palazzetto dello sport di via Vanzetti.
- 2005 in gennaio si inaugura il nuovo parcheggio in zona "Bosco dei Preti".
- 2007 in febbraio finiti i lavori della nuova palestra delle scuole elementari Scalcerle; il 12 maggio viene inaugurata la nuova sede della Biblioteca Civica a Palazzo Cornaggia; il 17 maggio viene aperto il sottopasso veicolare di via Santa Maria dell'Olmo sotto la ferrovia Thiene-Schio; in estate viene aperto il sottopasso pedonale del Ponte di Ferro.
- 2008 il 31 maggio è inaugurato l'Urban Center O.A.S.I. nel fabbricato, ristrutturato e ampliato, degli ex bagni pubblici in via Roma.